# Charles Mahlalela
Charles Mahlalela (* 18. Januar 1962) ist ein ehemaliger eswatinischer Amateurboxer. Mahlalela trat bei den Olympischen Sommerspielen 1988 in Seoul an. Im Halbmittelgewichtsturnier schied er, nach einem Freilos in der ersten Runde, in der zweiten Runde gegen den Brasilianer Peter Silva aus.